# Lista de municípios de Santa Catarina por data de criação
Esta página lista a ordem cronológica de criação dos atuais 295 municípios do estado de Santa Catarina.
O litoral catarinense foi administrativamente seccionado em três “núcleos” litorâneos: São Francisco do Sul (norte), Laguna (sul) e Florianópolis (centro). A região serrana pertencia a São Paulo (o estado do Paraná foi criado em 1853). No reinado de D. Pedro I, Lages (região planaltina catarinense) foi anexado ao território catarinense. O extremo oeste foi definitivamente anexado ao território catarinense após a Guerra do Contestado. O efeito desta divisão territorial pode ser acompanhado na tabela abaixo, que lista o surgimento dos municípios catarinenses, oriundo de seus cinco polos geradores, os três municípios litorâneos, acrescidos de Lages e da região incorporada após a Guerra do Contestado.
| Nº  | Nome atual do Município (e nome anterior)                                 | Criação    | Desmembrado de                                        | Lei nº |
| --- | ------------------------------------------------------------------------- | ---------- | ----------------------------------------------------- | ------ |
| 1   | São Francisco do Sul (Nossa Senhora da Graça do Rio São Francisco do Sul) | 1658       | Capitania de São Paulo                                |        |
| 2   | Laguna (Santo Antônio dos Anjos da Laguna)                                | 1676       | São Francisco do Sul                                  |        |
| 3   | Florianópolis (Nossa Senhora do Desterro)                                 | 23/03/1726 | Laguna                                                |        |
| 4   | Lages (Nossa Senhora dos Prazeres dos Campos de Lajes)                    | 22/11/1766 | Capitania de São Paulo                                |        |
| 5   | Porto Belo                                                                | 01/09/1925 | Tijucas e Camboriú                                    | 1.496  |
| 6   | Biguaçu (São Miguel)                                                      | 01/03/1833 | Florianópolis                                         |        |
| 7   | São José                                                                  | 01/03/1833 | Florianópolis                                         |        |
| 8   | Blumenau                                                                  | 01/01/1883 | Itajaí                                                | 860    |
| 9   | Joinville (Colônia Dona Francisca)                                        | 09/03/1851 | São Francisco do Sul                                  | 566    |
| 10  | Tijucas (São Sebastião do Tijucas)                                        | 04/10/1858 | Porto Belo                                            | 464    |
| 11  | Itajaí (Itajahy)                                                          | 15/06/1860 | Porto Belo e São Francisco do Sul                     | 819    |
| 12  | Curitibanos                                                               | 11/06/1869 | Lages                                                 | 628    |
| 13  | Tubarão                                                                   | 27/05/1870 | Laguna                                                | 635    |
| 14  | Araquari (Paraty)                                                         | 05/04/1876 | São Francisco do Sul                                  | 797    |
| 15  | Araranguá                                                                 | 03/04/1880 | Tubarão                                               | 901    |
| 16  | Brusque (São Luiz Gonzaga)                                                | 23/03/1881 | Itajaí                                                | 920    |
| 17  | Campos Novos (São João dos Campos Novos)                                  | 30/03/1881 | Curitibanos                                           | 923    |
| 18  | São Bento do Sul (Serra Alta)                                             | 21/05/1883 | Joinville                                             | 1.030  |
| 19  | Camboriú                                                                  | 05/04/1884 | Itajaí                                                | 1.076  |
| 20  | São Joaquim (São Joaquim da Costa da Serra)                               | 28/08/1886 | Lages                                                 | 1.108  |
| 21  | Imaruí                                                                    | 27/08/1890 | Laguna                                                | 22     |
| 22  | Jaguaruna                                                                 | 06/01/1891 | Laguna                                                | 38     |
| 23  | Nova Trento                                                               | 08/08/1892 | Tijucas                                               | 32     |
| 24  | Palhoça                                                                   | 24/04/1894 | São José                                              | 184    |
| 25  | Campo Alegre                                                              | 17/10/1896 | São Bento do Sul                                      | 244    |
| 26  | Urussanga                                                                 | 06/10/1900 | Tubarão                                               | 474    |
| 27  | Canoinhas                                                                 | 03/09/1911 | Curitibanos                                           | 907    |
| 28  | Orleans                                                                   | 30/08/1913 | Tubarão                                               | 931    |
| 29  | Chapecó (Xapecó)                                                          | 25/08/1917 | Palmas                                                | 1.147  |
| 30  | Joaçaba (Cruzeiro)                                                        | 25/08/1917 | Palmas                                                | 1.147  |
| 31  | Mafra                                                                     | 25/08/1917 | Rio Negro                                             | 1.147  |
| 32  | Porto União                                                               | 25/08/1917 | União da Vitória                                      | 1.147  |
| 33  | Itaiópolis                                                                | 28/10/1918 | Mafra                                                 | 1.220  |
| 34  | Bom Retiro                                                                | 04/10/1922 | Lages e Palhoça                                       | 1.408  |
| 35  | Criciúma                                                                  | 04/11/1925 | Araranguá                                             | 1.516  |
| 36  | Rio do Sul                                                                | 10/10/1930 | Blumenau                                              | 1.708  |
| 37  | Ibirama (Hamônia)                                                         | 17/02/1934 | Blumenau                                              | 498    |
| 38  | Gaspar                                                                    | 17/02/1934 | Blumenau                                              | 499    |
| 39  | Indaial                                                                   | 28/02/1934 | Blumenau                                              | 526    |
| 40  | Timbó                                                                     | 28/02/1934 | Blumenau                                              | 527    |
| 41  | Caçador                                                                   | 25/03/1934 | Porto União, Campos Novos, Curitibanos e Joaçaba      | 508    |
| 42  | Jaraguá do Sul (Jaraguá)                                                  | 26/03/1934 | Joinville                                             | 565    |
| 43  | Concórdia (Queimados)                                                     | 12/07/1934 | Joaçaba                                               | 635    |
| 44  | Rodeio                                                                    | 22/10/1936 | Timbó                                                 | 104    |
| 45  | Videira                                                                   | 31/12/1943 | Caçador, Campos Novos e Joaçaba                       | 941    |
| 46  | Capinzal                                                                  | 30/12/1948 | Campos Novos e Joaçaba                                | 247    |
| 47  | Ituporanga                                                                | 30/12/1948 | Bom Retiro e Rio do Sul                               | 247    |
| 48  | Massaranduba                                                              | 30/12/1948 | Blumenau, Itajaí e Joinville                          | 247    |
| 49  | Piratuba                                                                  | 30/12/1948 | Campos Novos e Concórdia                              | 247    |
| 50  | Taió                                                                      | 30/12/1948 | Rio do Sul                                            | 247    |
| 51  | Tangará                                                                   | 30/12/1948 | Videira                                               | 247    |
| 52  | Turvo                                                                     | 30/12/1948 | Araranguá                                             | 247    |
| 53  | Guaramirim                                                                | 18/08/1949 | Joinville                                             | 295    |
| 54  | Herval d'Oeste                                                            | 30/12/1953 | Joaçaba                                               | 133    |
| 55  | Sombrio                                                                   | 30/12/1953 | Araranguá                                             | 133    |
| 56  | Presidente Getúlio                                                        | 30/12/1953 | Ibirama                                               | 133    |
| 57  | Seara                                                                     | 30/12/1953 | Concórdia                                             | 133    |
| 58  | Papanduva                                                                 | 30/12/1953 | Canoinhas                                             | 133    |
| 59  | Xanxerê                                                                   | 30/12/1953 | Chapecó                                               | 133    |
| 60  | Xaxim                                                                     | 30/12/1953 | Chapecó                                               | 133    |
| 61  | Dionísio Cerqueira                                                        | 30/12/1953 | Chapecó                                               | 133    |
| 62  | Mondaí                                                                    | 30/12/1953 | Chapecó                                               | 133    |
| 63  | São Miguel do Oeste                                                       | 30/12/1953 | Chapecó                                               | 133    |
| 64  | São Carlos (Porto dos Cantadores)                                         | 30/12/1953 | Chapecó                                               | 133    |
| 65  | Palmitos                                                                  | 30/12/1953 | Chapecó                                               | 133    |
| 66  | Itapiranga                                                                | 30/12/1953 | Chapecó                                               | 133    |
| 67  | Rio Negrinho                                                              | 30/12/1953 | São Bento do Sul                                      | 133    |
| 68  | Braço do Norte                                                            | 22/10/1955 | Tubarão                                               | 231    |
| 69  | Descanso                                                                  | 12/09/1956 | Mondaí                                                | 254    |
| 70  | Itá                                                                       | 13/11/1956 | Seara                                                 | 268    |
| 71  | Vidal Ramos                                                               | 03/12/1956 | Brusque                                               | 272    |
| 72  | Lauro Müller                                                              | 06/12/1956 | Orleans                                               | 273    |
| 73  | Urubici                                                                   | 06/12/1956 | São Joaquim                                           | 274    |
| 74  | Santo Amaro da Imperatriz                                                 | 04/06/1958 | Palhoça                                               | 344    |
| 75  | Abelardo Luz                                                              | 21/06/1958 | Xanxerê                                               | 348    |
| 76  | Água Doce                                                                 | 21/06/1958 | Joaçaba                                               | 348    |
| 77  | Campo Erê                                                                 | 21/06/1958 | Chapecó                                               | 348    |
| 78  | Corupá                                                                    | 21/06/1958 | Jaraguá do Sul                                        | 348    |
| 79  | Cunha Porã                                                                | 21/06/1958 | Palmitos                                              | 348    |
| 80  | Faxinal dos Guedes                                                        | 21/06/1958 | Xanxerê                                               | 348    |
| 81  | Grão-Pará                                                                 | 21/06/1958 | Orleans                                               | 348    |
| 82  | Imbituba (Henrique Lage)                                                  | 21/06/1958 | Laguna                                                | 348    |
| 83  | Ilhota                                                                    | 21/06/1958 | Itajaí                                                | 348    |
| 84  | Luiz Alves                                                                | 21/06/1958 | Itajaí                                                | 348    |
| 85  | Jacinto Machado                                                           | 21/06/1958 | Turvo                                                 | 348    |
| 86  | Maravilha                                                                 | 21/06/1958 | Palmitos                                              | 348    |
| 87  | Nova Veneza                                                               | 21/06/1958 | Criciúma                                              | 348    |
| 88  | Penha                                                                     | 21/06/1958 | Itajaí                                                | 348    |
| 89  | Ponte Serrada                                                             | 21/06/1958 | Joaçaba                                               | 348    |
| 90  | Pouso Redondo                                                             | 21/06/1958 | Rio do Sul                                            | 348    |
| 91  | Praia Grande                                                              | 21/06/1958 | Turvo                                                 | 348    |
| 92  | Rio das Antas                                                             | 21/06/1958 | Caçador                                               | 348    |
| 93  | Rio Fortuna                                                               | 21/06/1958 | Braço do Norte                                        | 348    |
| 94  | Rio do Oeste                                                              | 21/06/1958 | Rio do Sul                                            | 348    |
| 95  | Santa Cecília                                                             | 21/06/1958 | Curitibanos                                           | 348    |
| 96  | São João Batista                                                          | 21/06/1958 | Tijucas                                               | 348    |
| 97  | São José do Cedro                                                         | 21/06/1958 | Dionísio Cerqueira                                    | 348    |
| 98  | São Lourenço do Oeste                                                     | 21/06/1958 | Chapecó                                               | 348    |
| 99  | Trombudo Central                                                          | 21/06/1958 | Rio do Sul                                            | 348    |
| 100 | Pomerode                                                                  | 19/12/1958 | Blumenau                                              | 380    |
| 101 | Siderópolis                                                               | 19/12/1958 | Urussanga                                             | 380    |
| 102 | Lebon Régis                                                               | 19/12/1958 | Curitibanos                                           | 380    |
| 103 | Armazém                                                                   | 19/12/1958 | Tubarão                                               | 380    |
| 104 | Três Barras                                                               | 23/12/1960 | Canoinhas                                             | 632    |
| 105 | Major Vieira                                                              | 23/12/1960 | Canoinhas                                             | 633    |
| 106 | Anita Garibaldi                                                           | 17/07/1961 | Lages                                                 | 730    |
| 107 | Campo Belo do Sul                                                         | 17/07/1961 | Lages                                                 | 731    |
| 108 | Guaraciaba                                                                | 20/07/1961 | São Miguel do Oeste                                   | 738    |
| 109 | Major Gercino                                                             | 03/10/1961 | São João Batista                                      | 756    |
| 110 | Coronel Freitas                                                           | 06/10/1961 | Chapecó                                               | 763    |
| 111 | Quilombo                                                                  | 06/10/1961 | Chapecó                                               | 763    |
| 112 | Meleiro                                                                   | 27/11/1961 | Turvo                                                 | 773    |
| 113 | Barra Velha                                                               | 07/12/1961 | Araquari                                              | 778    |
| 114 | São José do Cerrito                                                       | 07/12/1961 | Lages                                                 | 779    |
| 115 | Saudades                                                                  | 07/12/1961 | São Carlos                                            | 780    |
| 116 | Pinhalzinho                                                               | 07/12/1961 | São Carlos                                            | 780    |
| 117 | Modelo                                                                    | 07/12/1961 | São Carlos                                            | 780    |
| 118 | Angelina                                                                  | 07/12/1961 | São José                                              | 781    |
| 119 | Presidente Nereu                                                          | 12/12/1961 | Vidal Ramos                                           | 792    |
| 120 | Salto Veloso                                                              | 15/12/1961 | Videira                                               | 782    |
| 121 | Arroio Trinta                                                             | 15/12/1961 | Videira                                               | 783    |
| 122 | Palma Sola                                                                | 18/12/1961 | Dionísio Cerqueira                                    | 787    |
| 123 | Guarujá do Sul                                                            | 18/12/1961 | Dionísio Cerqueira                                    | 787    |
| 124 | Anitápolis                                                                | 19/12/1961 | Santo Amaro da Imperatriz                             | 789    |
| 125 | Águas Mornas                                                              | 19/12/1961 | Santo Amaro da Imperatriz                             | 790    |
| 126 | Lontras                                                                   | 19/12/1961 | Rio do Sul                                            | 791    |
| 127 | Rio dos Cedros                                                            | 19/12/1961 | Timbó                                                 | 793    |
| 128 | Garopaba                                                                  | 19/12/1961 | Palhoça                                               | 795    |
| 129 | Içara                                                                     | 20/12/1961 | Criciúma                                              | 796    |
| 130 | Fraiburgo                                                                 | 20/12/1961 | Curitibanos e Videira                                 | 797    |
| 131 | Paulo Lopes                                                               | 20/12/1961 | Palhoça                                               | 798    |
| 132 | Salete                                                                    | 20/12/1961 | Taió                                                  | 799    |
| 133 | Rio do Campo                                                              | 20/12/1961 | Taió                                                  | 800    |
| 134 | São João do Sul                                                           | 20/12/1961 | Sombrio                                               | 801    |
| 135 | Gravatal                                                                  | 20/12/1961 | Tubarão                                               | 802    |
| 136 | Treze de Maio                                                             | 20/12/1961 | Tubarão                                               | 803    |
| 137 | Pedras Grandes                                                            | 20/12/1961 | Tubarão                                               | 804    |
| 138 | Benedito Novo                                                             | 20/12/1961 | Rodeio                                                | 805    |
| 139 | Alfredo Wagner                                                            | 21/12/1961 | Bom Retiro                                            | 806    |
| 140 | Itapema                                                                   | 28/02/1962 | Porto Belo                                            | 814    |
| 141 | Ibicaré                                                                   | 30/03/1962 | Herval d'Oeste                                        | 815    |
| 142 | Morro da Fumaça                                                           | 30/03/1962 | Urussanga                                             | 816    |
| 143 | Pinheiro Preto                                                            | 04/04/1962 | Tangará e Videira                                     | 817    |
| 144 | Monte Castelo                                                             | 23/04/1962 | Papanduva                                             | 818    |
| 145 | Matos Costa                                                               | 23/04/1962 | Porto União                                           | 819    |
| 146 | Irineópolis                                                               | 23/04/1962 | Porto União                                           | 820    |
| 147 | Guabiruba                                                                 | 07/05/1962 | Brusque                                               | 821    |
| 148 | Botuverá                                                                  | 07/05/1962 | Brusque                                               | 821    |
| 149 | Santa Rosa de Lima                                                        | 10/05/1962 | Rio Fortuna                                           | 823    |
| 150 | Dona Emma                                                                 | 17/05/1962 | Presidente Getúlio                                    | 826    |
| 151 | Witmarsum                                                                 | 17/05/1962 | Presidente Getúlio                                    | 826    |
| 152 | Navegantes                                                                | 30/05/1962 | Itajaí                                                | 828    |
| 153 | São Ludgero (São Ludigéro)                                                | 12/06/1962 | Braço do Norte                                        | 829    |
| 154 | Laurentino                                                                | 12/06/1962 | Rio do Sul                                            | 830    |
| 155 | Agrolândia                                                                | 12/06/1962 | Trombudo Central                                      | 831    |
| 156 | Petrolândia                                                               | 26/07/1962 | Ituporanga                                            | 837    |
| 157 | Imbuia                                                                    | 23/08/1962 | Ituporanga                                            | 839    |
| 158 | São Bonifácio                                                             | 23/08/1962 | Palhoça                                               | 840    |
| 159 | Rancho Queimado                                                           | 08/11/1962 | São José                                              | 850    |
| 160 | São Martinho                                                              | 14/11/1962 | Imaruí                                                | 854    |
| 161 | Canelinha                                                                 | 03/12/1962 | Tijucas                                               | 855    |
| 162 | Leoberto Leal                                                             | 12/12/1962 | Nova Trento                                           | 856    |
| 163 | São Domingos                                                              | 14/12/1962 | Xaxim                                                 | 864    |
| 164 | Galvão                                                                    | 14/12/1962 | Xaxim                                                 | 864    |
| 165 | Caxambu do Sul                                                            | 14/12/1962 | Chapecó                                               | 866    |
| 166 | Águas de Chapecó                                                          | 14/12/1962 | Chapecó                                               | 866    |
| 167 | Catanduvas                                                                | 22/01/1963 | Joaçaba                                               | 869    |
| 168 | Ouro                                                                      | 23/01/1963 | Capinzal                                              | 870    |
| 169 | Anchieta                                                                  | 29/03/1963 | Guaraciaba                                            | 876    |
| 170 | Ipumirim                                                                  | 29/03/1963 | Concórdia                                             | 877    |
| 171 | Ascurra                                                                   | 01/04/1963 | Indaial                                               | 878    |
| 172 | Treze Tílias                                                              | 29/04/1963 | Ibicaré                                               | 882    |
| 173 | Peritiba                                                                  | 14/06/1963 | Piratuba                                              | 887    |
| 174 | Ipira                                                                     | 14/06/1963 | Piratuba                                              | 888    |
| 175 | Erval Velho                                                               | 18/06/1963 | Campos Novos                                          | 889    |
| 176 | Jaborá                                                                    | 11/09/1963 | Joaçaba                                               | 915    |
| 177 | Irani                                                                     | 11/09/1963 | Joaçaba                                               | 916    |
| 178 | Antônio Carlos                                                            | 06/11/1963 | Biguaçu                                               | 928    |
| 179 | Governador Celso Ramos                                                    | 06/11/1963 | Biguaçu                                               | 929    |
| 180 | Presidente Castello Branco (Dois Irmãos)                                  | 11/11/1963 | Ouro                                                  | 931    |
| 181 | Lacerdópolis                                                              | 11/11/1963 | Ouro                                                  | 932    |
| 182 | Balneário Piçarras (Piçarras)                                             | 19/11/1963 | Penha                                                 | 937    |
| 183 | Romelândia                                                                | 09/12/1963 | São Miguel do Oeste                                   | 941    |
| 184 | Xavantina                                                                 | 09/12/1963 | Seara                                                 | 945    |
| 185 | Garuva                                                                    | 20/12/1963 | São Francisco do Sul                                  | 953    |
| 186 | Vargeão                                                                   | 16/03/1964 | Faxinal dos Guedes                                    | 954    |
| 187 | Aurora                                                                    | 08/04/1964 | Rio do Sul                                            | 958    |
| 188 | Agronômica                                                                | 08/04/1964 | Rio do Sul                                            | 959    |
| 189 | Balneário Camboriú                                                        | 08/04/1964 | Camboriú                                              | 960    |
| 190 | Schroeder                                                                 | 04/06/1964 | Guaramirim                                            | 968    |
| 191 | Ponte Alta                                                                | 22/07/1964 | Curitibanos                                           | 981    |
| 192 | Nova Erechim                                                              | 04/12/1964 | Saudades                                              | 994    |
| 193 | Atalanta                                                                  | 04/12/1964 | Ituporanga                                            | 995    |
| 194 | Caibi (São Domingos)                                                      | 29/03/1965 | Palmitos                                              | 1.016  |
| 195 | Bom Jardim da Serra                                                       | 29/01/1967 | São Joaquim                                           | 1.052  |
| 196 | Timbé do Sul                                                              | 11/05/1967 | Turvo                                                 | 1.059  |
| 197 | Maracajá                                                                  | 12/05/1967 | Araranguá                                             | 1.063  |
| 198 | Correia Pinto                                                             | 10/05/1982 | Lages                                                 | 6.058  |
| 199 | Otacílio Costa                                                            | 10/05/1982 | Lages                                                 | 6.059  |
| 200 | Iporã do Oeste                                                            | 04/01/1988 | Mondaí                                                | 1.098  |
| 201 | Apiúna                                                                    | 04/01/1988 | Indaial                                               | 1.100  |
| 202 | Doutor Pedrinho                                                           | 04/01/1988 | Benedito Novo                                         | 1.101  |
| 203 | União do Oeste                                                            | 04/01/1988 | Coronel Freitas                                       | 1.104  |
| 204 | Urupema                                                                   | 04/01/1988 | São Joaquim                                           | 1.105  |
| 205 | Santa Rosa do Sul                                                         | 04/01/1988 | Sombrio                                               | 1.109  |
| 206 | Marema                                                                    | 11/06/1988 | Xaxim                                                 | 1.112  |
| 207 | Iraceminha                                                                | 26/04/1989 | Cunha Porã                                            | 7.577  |
| 208 | Lindóia do Sul                                                            | 26/04/1989 | Concórdia e Irani                                     | 7.578  |
| 209 | Vitor Meireles                                                            | 26/04/1989 | Ibirama                                               | 7.579  |
| 210 | José Boiteux                                                              | 26/04/1989 | Ibirama                                               | 7.580  |
| 211 | Timbó Grande                                                              | 26/04/1989 | Santa Cecília                                         | 7.581  |
| 212 | Serra Alta (São Bento)                                                    | 26/04/1989 | Modelo                                                | 7.582  |
| 213 | Tunápolis                                                                 | 26/04/1989 | Itapiranga                                            | 7.583  |
| 214 | Abdon Batista                                                             | 26/04/1989 | Campos Novos                                          | 7.584  |
| 215 | Celso Ramos                                                               | 26/04/1989 | Anita Garibaldi                                       | 7.585  |
| 216 | Itapoá                                                                    | 26/04/1989 | Garuva                                                | 7.586  |
| 217 | Forquilhinha                                                              | 26/04/1989 | Criciúma                                              | 7.587  |
| 218 | Cerro Negro                                                               | 26/09/1991 | Campo Belo do Sul                                     | 8.348  |
| 219 | Santa Terezinha                                                           | 26/09/1991 | Itaiópolis                                            | 8.349  |
| 220 | Passo de Torres                                                           | 26/09/1991 | São João do Sul                                       | 8.350  |
| 221 | Monte Carlo                                                               | 26/09/1991 | Campos Novos                                          | 8.351  |
| 222 | Cocal do Sul                                                              | 26/09/1991 | Urussanga                                             | 8.352  |
| 223 | Sul Brasil                                                                | 26/09/1991 | Modelo                                                | 8.353  |
| 224 | Nova Itaberaba                                                            | 26/09/1991 | Chapecó                                               | 8.354  |
| 225 | Braço do Trombudo                                                         | 26/09/1991 | Trombudo Central                                      | 8.355  |
| 226 | Mirim Doce                                                                | 26/09/1991 | Taió                                                  | 8.356  |
| 227 | Arabutã                                                                   | 12/12/1991 | Concórdia                                             | 8.474  |
| 228 | São João do Oeste                                                         | 12/12/1991 | Itapiranga e Mondaí                                   | 8.475  |
| 229 | Planalto Alegre                                                           | 12/12/1991 | Caxambu do Sul                                        | 8.476  |
| 230 | Águas Frias                                                               | 12/12/1991 | Coronel Freitas e União do Oeste                      | 8.477  |
| 231 | Lajeado Grande                                                            | 12/12/1991 | Xaxim                                                 | 8.478  |
| 232 | Riqueza                                                                   | 12/12/1991 | Mondaí                                                | 8.479  |
| 233 | Passos Maia                                                               | 12/12/1991 | Ponte Serrada                                         | 8.480  |
| 234 | Rio Rufino                                                                | 12/12/1991 | Urubici                                               | 8.481  |
| 235 | Guatambu                                                                  | 12/12/1991 | Chapecó                                               | 8.482  |
| 236 | Vargem                                                                    | 12/12/1991 | Campos Novos                                          | 8.483  |
| 237 | Balneário Barra do Sul                                                    | 09/01/1992 | Araquari                                              | 8.521  |
| 238 | Formosa do Sul                                                            | 09/01/1992 | Quilombo                                              | 8.522  |
| 239 | São Miguel da Boa Vista                                                   | 09/01/1992 | Maravilha                                             | 8.523  |
| 240 | Arvoredo                                                                  | 09/01/1992 | Seara                                                 | 8.524  |
| 241 | Calmon                                                                    | 09/01/1992 | Matos Costa                                           | 8.525  |
| 242 | Santa Helena                                                              | 09/01/1992 | Descanso                                              | 8.526  |
| 243 | Belmonte                                                                  | 09/01/1992 | Descanso                                              | 8.527  |
| 244 | Irati                                                                     | 09/01/1992 | Quilombo                                              | 8.528  |
| 245 | Ouro Verde                                                                | 09/01/1992 | Abelardo Luz                                          | 8.529  |
| 246 | Novo Horizonte                                                            | 09/01/1992 | São Lourenço do Oeste                                 | 8.530  |
| 247 | Ipuaçu                                                                    | 09/01/1992 | Abelardo Luz, Marema e Xanxerê                        | 8.531  |
| 248 | Paraíso                                                                   | 09/01/1992 | São Miguel do Oeste                                   | 8.532  |
| 249 | Jardinópolis                                                              | 20/03/1992 | União do Oeste                                        | 8.546  |
| 250 | São João do Itaperiú                                                      | 29/03/1992 | Barra Velha                                           | 8.549  |
| 251 | Coronel Martins                                                           | 30/03/1992 | São Domingos                                          | 8.551  |
| 252 | Sangão                                                                    | 30/03/1992 | Jaguaruna                                             | 8.552  |
| 253 | Vargem Bonita                                                             | 30/03/1992 | Catanduvas                                            | 8.553  |
| 254 | Ponte Alta do Norte                                                       | 30/03/1992 | Curitibanos                                           | 8.554  |
| 255 | São Cristóvão do Sul                                                      | 30/03/1992 | Curitibanos                                           | 8.555  |
| 256 | Capivari de Baixo                                                         | 30/03/1992 | Tubarão                                               | 8.556  |
| 257 | Cordilheira Alta                                                          | 30/03/1992 | Chapecó                                               | 8.557  |
| 258 | Bombinhas                                                                 | 30/03/1992 | Porto Belo                                            | 8.558  |
| 259 | Morro Grande                                                              | 30/03/1992 | Meleiro                                               | 8.559  |
| 260 | Macieira                                                                  | 30/03/1992 | Caçador                                               | 8.560  |
| 261 | Ermo                                                                      | 29/12/1993 | Turvo                                                 | 9.402  |
| 262 | São Pedro de Alcântara                                                    | 16/04/1994 | São José                                              | 9.534  |
| 263 | Santiago do Sul                                                           | 16/04/1994 | Quilombo                                              | 9.535  |
| 264 | Bela Vista do Toldo                                                       | 16/04/1994 | Canoinhas                                             | 9.536  |
| 265 | Bocaina do Sul                                                            | 16/07/1994 | Lages                                                 | 9.652  |
| 266 | Painel                                                                    | 07/08/1994 | Lages                                                 | 9.677  |
| 267 | Capão Alto                                                                | 29/09/1994 | Lages                                                 | 9.697  |
| 268 | Alto Bela Vista                                                           | 04/07/1995 | Concórdia                                             | 9.861  |
| 269 | Paial                                                                     | 04/07/1995 | Itá                                                   | 9.862  |
| 270 | Treviso                                                                   | 08/07/1995 | Siderópolis                                           | 9.864  |
| 271 | Palmeira                                                                  | 18/07/1995 | Otacílio Costa                                        | 9.884  |
| 272 | São Bernardino                                                            | 19/07/1995 | Campo Erê e São Lourenço d’Oeste                      | 9.889  |
| 273 | Jupiá                                                                     | 19/07/1995 | Galvão                                                | 9.890  |
| 274 | Bom Jesus                                                                 | 19/07/1995 | Xanxerê e Ouro                                        | 9.891  |
| 275 | Entre Rios                                                                | 19/07/1995 | Marema                                                | 9.892  |
| 276 | Bom Jesus do Oeste                                                        | 19/07/1995 | Modelo, Campo Erê e Maravilha                         | 9.893  |
| 277 | Saltinho                                                                  | 19/07/1995 | Campo Erê                                             | 9.894  |
| 278 | Santa Terezinha do Progresso                                              | 19/07/1995 | Campo Erê                                             | 9.895  |
| 279 | Frei Rogério                                                              | 20/07/1995 | Curitibanos                                           | 9.896  |
| 280 | Ibiam                                                                     | 20/07/1995 | Tangará                                               | 9.897  |
| 281 | Iomerê                                                                    | 20/07/1995 | Videira                                               | 9.898  |
| 282 | Cunhataí                                                                  | 29/09/1995 | São Carlos                                            | 9.920  |
| 283 | Tigrinhos                                                                 | 29/09/1995 | Maravilha                                             | 9.921  |
| 284 | Flor do Sertão                                                            | 29/09/1995 | Maravilha                                             | 9.922  |
| 285 | Princesa                                                                  | 29/09/1995 | São José do Cedro                                     | 9.923  |
| 286 | Bandeirante                                                               | 29/09/1995 | São Miguel do Oeste                                   | 9.924  |
| 287 | Chapadão do Lageado                                                       | 29/11/1995 | Ituporanga                                            | 9.980  |
| 288 | Luzerna                                                                   | 29/12/1995 | Joaçaba                                               | 10.050 |
| 289 | Zortéa                                                                    | 29/12/1995 | Campos Novos                                          | 10.051 |
| 290 | Barra Bonita                                                              | 29/12/1995 | Anchieta, Guaraciaba, Romelândia e São Miguel d’Oeste | 10.052 |
| 291 | Brunópolis                                                                | 29/12/1995 | Campos Novos                                          | 10.053 |
| 292 | Balneário Gaivota                                                         | 29/12/1995 | Sombrio                                               | 10.054 |
| 293 | Balneário Arroio do Silva                                                 | 29/12/1995 | Araranguá                                             | 10.055 |
| 294 | Balneário Rincão                                                          | 03/10/2003 | Içara                                                 | 12.668 |
| 295 | Pescaria Brava                                                            | 25/10/2003 | Laguna                                                | 12.690 |